# Ragnar Sørensen
Ragnar Sørensen, född 16 februari 1915 i Oslo, död 3 februari 1998, var en norsk filmfotograf.
Sørensen erhöll Filmkritikerprisen 1958 för fotot i Nio liv.

## Filmografi
- 1942 – Herre med mustasch
- 1943 – Den nye lægen
- 1946 – På kant med samhället
- 1948 – Den hemlighetsfulla våningen
- 1949 – Gatpojkar
- 1951 – Storfolk og småfolk
- 1952 – Andrine og Kjell
- 1952 – Det kunne vært deg
- 1955 – Den blodiga vägen
- 1956 – Gylne ungdom
- 1956 – Toya rymmer
- 1957 – Nio liv
- 1958 – De dødes tjern
- 1959 – Toya – vilse i fjällen
- 1959 – Støv på hjernen
- 1960 – Venner
- 1960 – Millionær for en aften
- 1960 – Det store varpet
- 1961 – Strandhugg
- 1961 – Oss atomforskere imellom
- 1961 – Norges söner
- 1962 – Sønner av Norge kjøper bil
- 1962 – Kalde spor
- 1962 – Prozor u svet (kortfilm)
- 1963 – Om Tilla
- 1964 – Daddy's Success
- 1969 – Dödsleken